# Stella (groupe)
Pour les articles homonymes, voir Stella.
Stella est un groupe allemand de rock, originaire de Hambourg. Le style musical de Stella est un mélange de pop et de rock avec des éléments de musique électronique. Il est considéré comme l'un des groupes successeurs de la Hamburger Schule.

## Histoire
En 1997, Stella se fait connaître du grand public avec la chanson Ok, Tomorrow I'll Be Perfect. Il suit du premier album du groupe, Extralife, sorti le 2 février 1998, sur lequel Schorsch Kamerun participe en tant que musicien invité. Sur le deuxième album, Finger on the Trigger for the Years to Come, c'est Dirk von Lowtzow du groupe Tocotronic. Le motif de la pochette de Better Days Sounds Great fait allusion à l'album Rumours de Fleetwood Mac, dont est extraite la reprise Dreams. Sur leur quatrième album, intitulé Fukui, les textes presque tous en japonais sont accompagnés de musique électronique jouée à la main (No midi, no sequencing, no computer est souligné dans le livret),.
Tous les membres du groupe participent notamment à la scène musicale hambourgeoise en tant que musiciens et producteurs pour différents autres groupes.

## Discographie
- 1998 : Extralife (L'Âge d'or)
- 2000 : Finger on the Trigger for the Years to Come (L'Âge d'or)
- 2004 : Better Days Sounds Great (L'Âge d'or)
- 2010 : Fukui (Snowhite/Universal)